# فلاديمير بونوماريوف
فلاديمير بونوماريوف (بالروسية: Пономарёв, Владимир Алексеевич)‏ (مواليد 18 فبراير 1940) هو لاعب كرة قدم. لعب مع منتخب الاتحاد السوفييتي لكرة القدم. سبق له أن لعب في كأس العالم لكرة القدم مع منتخب بلاده.

## روابط خارجية
- فلاديمير بونوماريوف على موقع قاعدة بيانات كرة القدم.إي يو (الإنجليزية)
- فلاديمير بونوماريوف على موقع ناشيونال فوتبول تيمز (الإنجليزية)